# مانويل بورجا سيواني
مانويل بورجا سيواني (من مواليد 13 أكتوبر 1957-) هو محام بيروفي ومدير كرة قدم سابق. كان رئيسًا للاتحاد البيروفي لكرة القدم (FPF) من عام 2002 حتى عام 2014.

## حياته العلمية
تخرج مانويل بورجا سيواني من كلية الحقوق عام 1987، وأصبح مديرًا لمنطقة متروبوليتان لكرة القدم في عام 1990. في عام 1991، تم تعيينه رئيسًا مؤقتًا للاتحاد النسائي الفرنسي، لكنه استقال في 7 فبراير 1992 بعد 35 يومًا فقط من تعيينه.

## حياته المهنية
في 4 أكتوبر 2002، تم انتخاب بورغا رئيسًا للاتحاد النسائي الفرنسي. في عام 2007 أعيد انتخابه رئيسًا للاتحاد النسائي الفلبيني. في 17 ديسمبر 2010، أعيد انتخابه مرة ثانية رئيسًا للاتحاد الكولومبي لكرة القدم لفترة ثالثة. في أكتوبر 2014، أعلن بورجا ترشحه لولاية رابعة، لكنه استبعد بسبب الانتقادات المتزايدة.

## اتهامات بالفساد
في 21 أغسطس 2008، أبلغت إدارة التحقيقات المالية التابعة للشرطة الوطنية عن مؤشرات وأدلة على وجود دخل غير نظامي. ثم فتح رينزو ريجياردو تحقيقًا ضد سيواني، والذي تم إسقاطه بناءً على طلب المدعي العام خورخي سانز كيروز. في يوليو 2015، كشف تقرير مالي أولي صادر عن لجنة الرقابة بالكونجرس أن العقارات والأصول تم التنازل عنها لأفراد عائلة سيوان وأنه لم يكن لديه أي أصول باسمه. في ديسمبر 2015، تم القبض على سيواني كجزء من تحقيق في الفساد في الاتحاد الدولي لكرة القدم..
في عام 2020، بدأت المدعية العامة أنجيليكا أفيلا كانشو التحقيق ضد زوجة بورغا ماريا إيلينا آشا بويرتاس لدورها في جريمة غسيل الأموال المزعومة. في 4 أبريل 2023، أعلن الاتحاد الدولي لكرة القدم (فيفا) أن سيواني قد تم إيقافه عن جميع الأنشطة المتعلقة بكرة القدم مدى الحياة بسبب مشاركته في مخططات الرشوة.